# Liste der Stolpersteine in Asturien

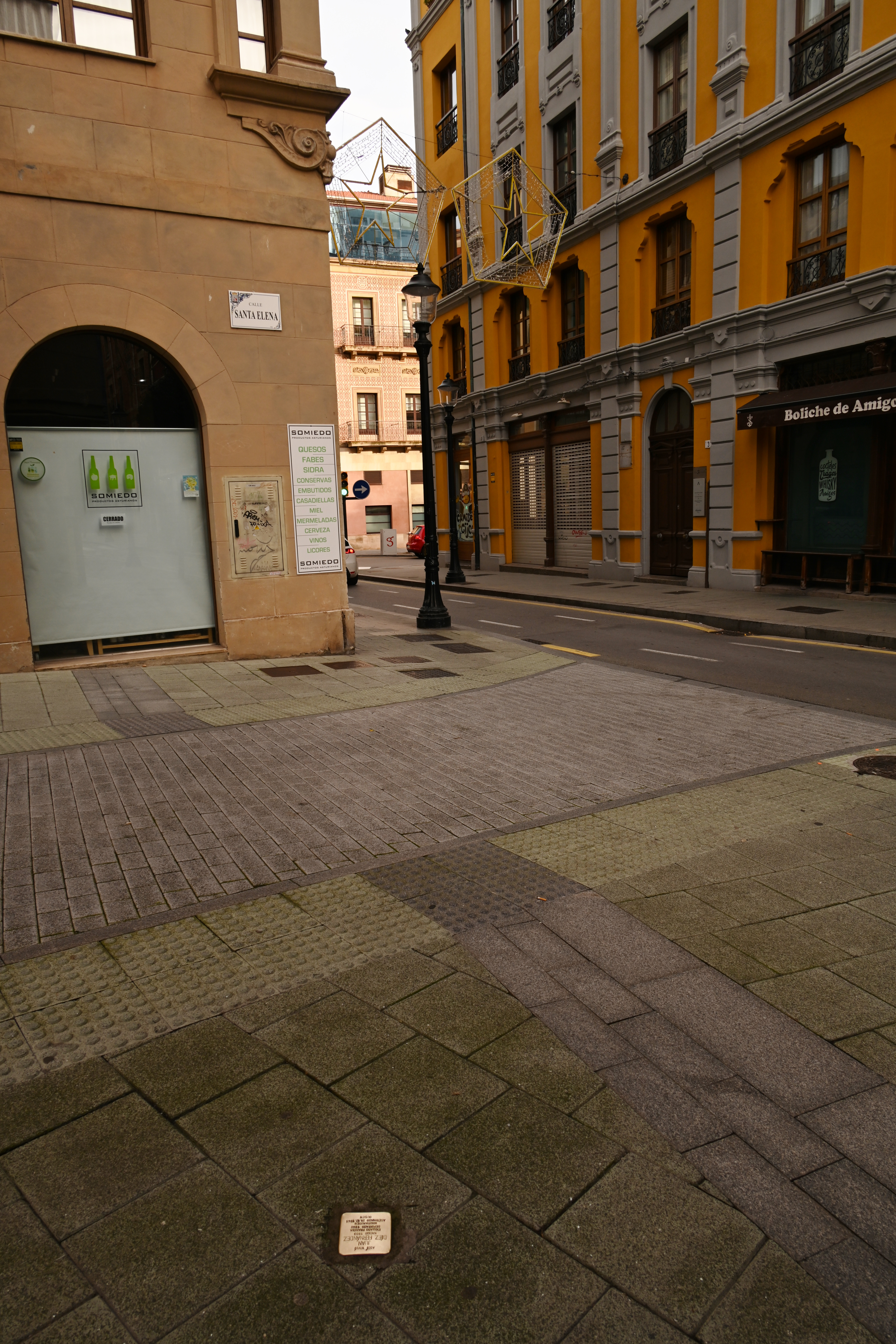
Stolperstein in Gijón

Die Liste der Stolpersteine in Asturien enthält die Stolpersteine in der autonomen Region Asturien, die vom Künstler Gunter Demnig verlegt wurden. Stolpersteine erinnern an das Schicksal der Menschen, die von den Nationalsozialisten ermordet, deportiert, vertrieben oder in den Suizid getrieben wurden. Sie liegen im Regelfall vor dem letzten selbstgewählten Wohnsitz des Opfers.
Die ersten Verlegungen in Spanien erfolgten am 9. April 2015 in Navàs und El Palà de Torroella. Auf Spanisch werden Stolpersteine piedras de la memoria (Erinnerungssteine) genannt.

## Verlegte Stolpersteine

### Avilés
In Avilés wurden sechs Stolpersteine an sechs Adressen verlegt.
| Stolperstein | Übersetzung | Verlegeort                      | Name, Leben                                      |
| ------------ | --- | ------------------------------- | ------------------------------------------------ |
|              | HIER LEBTE EMILIO ANTONIO ARROJO ARROJO GEBOREN 1903 EXIL IN FRANKREICH DEPORTIERT 1940 MAUTHAUSEN ERMORDET 7.10.1941 GUSEN         | Calle Cabrunana 16 Avilés       | Emilio Antonio Arrojo Arrojo (1903–1941)         |
|              | HIER LEBTE ÁNGEL JESÚS CONDE GUTIÉRREZ GEBOREN 1916 EXIL IN FRANKREICH DEPORTIERT 1940 DACHAU BEFREIT BIRGSAU                       | Calle rivero 44 Avilés          | Ángel Jesús Conde Gutiérrez (1916–)              |
|              | HIER LEBTE EDUARDO ALFREDO FERNÁNDEZ ÁLVAREZ GEBOREN 1909 EXIL IN FRANKREICH DEPORTIERT 1941 MAUTHAUSEN ERMORDET 4.12.1941 GUSEN    | Calle Gonzales Abarco 29 Avilés | Eduardo Alfredo Fernández Álvarez                |
|              | HIER LEBTE MARCOS ARTURO GARCÍA VEGA GEBOREN 1908 EXIL IN FRANKREICH DEPORTIERT 1943 SACHSENHAUSEN BEFREIT MAUTHAUSEN               | Calle la Camara 46 Avilés       | Marcos Arturo García Vega (1908–)                |
|              | HIER LEBTE ANDRÉS LEOPOLDO MARQUÍNES DE LA VEGA GEBOREN 1897 EXIL IN FRANKREICH DEPORTIERT 1940 MAUTHAUSEN ERMORDET 14.9.1941 GUSEN | Calle rivero 27 Avilés          | Andrés Leopoldo Marquínez de la Vega (1897–1941) |
|              | HIER LEBTE ALBERTO SÁNCHEZ GARCIA GEBOREN 1924 EXIL IN FRANKREICH DEPORTIERT 1944 DACHAU BEFREIT ALLACH                             | Calle Alfolies Avilés           | Alberto Sánchez García                           |

### Cabrales
In Las Arenas, zur Gemeinde Cabrales gehörig, wurde ein Stolperstein verlegt.
| Stolperstein | Übersetzung | Verlegeort   | Name, Leben                                     |
| ------------ | --- | ------------ | ----------------------------------------------- |
|              | IN ARENÁS LEBTE HILARIO EUSEBIO ÁLVAREZ MORADIELLOS GEBOREN 1901 EXIL IN FRANKREICH DEPORTIERT 1941 MAUTHAUSEN ERMORDET 24.12.1941 GUSEN | ? Las Arenas | Hilario Eusebio Álvarez Moradiellos (1901-1941) |

### Carreño
In Carreño wurden vier Stolpersteine vertikal verlegt.
| Stolperstein | Übersetzung                                                                                          | Verlegeort                | Name, Leben                                    |
| ------------ | --- | ------------------------- | ---------------------------------------------- |
|              | IN CANDÁS LEBTE JOSÉ CUERVO ÁLVAREZ GEBOREN 1886 DEPORTIERT 1940 GUSEN ERMORDET 10.3.1941            | Cerro San Antonio Carreño | José Cuervo Álvarez, geboren am 20. April 1922 |
|              | IN CANDÁS LEBTE JOSÉ GARCÍA CUERVO GEBOREN 1922 DEPORTIERT 1940 GUSEN ERMORDET 30.12.1941            | Cerro San Antonio Carreño | José García Cuervo (1922–1941)                 |
|              | IN CANDÁS LEBTE ROBUSTIANO FERNÁNDEZ RODRÍGUEZ GEBOREN 1877 DEPORTIERT 1940 GUSEN ERMORDET 27.9.1941 | Cerro San Antonio Carreño | Robustiano Fernández Rodríguez (1906–1941)     |
|              | IN TAMÓN LEBTE SERVANDO SUÁREZ GARCÍA GEBOREN 1910 DEPORTIERT 1941 GUSEN ERMORDET 10.12.1941         | Cerro San Antonio Carreño | Servando Suárez García (1910–1941)             |

### Colunga
In Colunga wurden vier Stolpersteine verlegt.
| Stolperstein | Übersetzung | Verlegeort                 | Name, Leben                              |
| ------------ | --- | -------------------------- | ---------------------------------------- |
|              | HIER LEBTE FERNANDO BATALLA CANLE GEBOREN 1915 EXIL IN FRANKREICH DEPORTIERT 1940 MAUTHAUSEN ERMORDET 22.9.1941 HARTHEIM    | Calle Real Llastres        | Fernando Batalla Canle (1915-1941)       |
|              | HIER LEBTE LUIS LLERA CANDÁS GEBOREN 1911 EXIL IN FRANKREICH DEPORTIERT 1940 MAUTHAUSEN ERMORDET 25.5.1941 GUSEN            | Casa del Agricultor Luces  | Luis Llera Candás (1911-1941)            |
|              | HIER LEBTE HERMÓGENES ROZA BUSTA GEBOREN 1896 EXIL IN FRANKREICH DEPORTIERT 1941 MAUTHAUSEN ERMORDET 17.11.1941 GUSEN       | Casa del Pescador Llastres | Hermógenes Roza Busta (1896-1941)        |
|              | HIER LEBTE LUIS RAMÓN VICTORERO BARRERO GEBOREN 1905 EXIL IN FRANKREICH DEPORTIERT 1940 MAUTHAUSEN ERMORDET 18.6.1941 GUSEN | Calle Real Llastres        | Luis Ramón Victorero Barrero (1905-1941) |

### Gijón
In Gijón wurden 29 Stolpersteine verlegt.
| Stolperstein | Übersetzung | Verlegeort                                       | Name, Leben                                 |
| ------------ | --- | ------------------------------------------------ | ------------------------------------------- |
|              | HIER LEBTE AURELIO AQUILINO ACEBAL ÁLVAREZ GEBOREN 1919 EXIL IN FRANKREICH DEPORTIERT 1940 MAUTHAUSEN ERMORDET 18.1.1942 GUSEN          | Marqués de Casa Valdés, 119 Gijón                | Aurelio Aquilino Acebal Álvarez (1919-1942) |
|              | HIER LEBTE MODESTO ÁLVAREZ GARCÍA GEBOREN 1910 EXIL IN FRANKREICH DEPORTIERT 1940 MAUTHAUSEN ERMORDET 22.7.1941 GUSEN                   | Ezcurdia, 147 Gijón                              | Modesto Álvarez García (1910-1941)          |
|              | HIER LEBTE EMILIO ÁLVAREZ MONGIL GEBOREN 1904 EXIL IN FRANKREICH DEPORTIERT 1944 BUCHENWALD BEFREIT                                     | Camino del Lucero con Pachín de Melás Gijón      | Emilio Álvarez Mongil (1904-)               |
|              | HIER LEBTE ALFREDO ANDRÉS SANTOS GEBOREN 1883 DEPORTIERT 1944 'TRAIN FANTÔME' DACHAU ENTKOMMEN                                          | Manuel Llaneza, 12 Gijón                         | Alfredo Andrés Santos (1883-)               |
|              | HIER LEBTE PEDRO ANTOLÍN BILBAO VADALÁ GEBOREN 1916 EXIL IN FRANKREICH DEPORTIERT 1941 MAUTHAUSEN ERMORDET 18.1.1942 GUSEN              | Eladio Verde, 17 Gijón                           | Pedro Antolín Bilbao Vadalá (1916-1942)     |
|              | IN GIJÓN LEBTE ACRACIO BLAS ALMEIDA GEBOREN 1883 EXIL IN FRANKREICH DEPORTIERT 1940 MAUTHAUSEN ERMORDET 26.1.1941 GUSEN                 | Plaza Mayor, 1 Gijón                             | Acracio Blas Almeida (1883-1941)            |
|              | IN GIJÓN LEBTE ROBERTO BLASCO LÓPEZ GEBOREN 1914 EXIL IN FRANKREICH DEPORTIERT 1944 BUCHENWALD BERGEN-BELSEN BEFREIT                    | Plaza Mayor, 1 Gijón                             | Roberto Blasco López (1914-)                |
|              | HIER LEBTE MANUEL BONET GARCÍA GEBOREN 1907 EXIL IN FRANKREICH DEPORTIERT 1944 DACHAU BERGEN-BELSEN BEFREIT                             | Plaza del Marqués, 3 Gijón                       | Manuel Bonet García (1907-)                 |
|              | HIER LEBTE LUIS CAÍÑAS LÓPEZ GEBOREN 1918 EXIL IN FRANKREICH DEPORTIERT 1941 MAUTHAUSEN ERMORDET 31.7.1942 GUSEN                        | Perú, 15 Gijón                                   | Luís Caíñas López (1918-1942)               |
|              | HIER LEBTE ELÍAS CERNUDA BRAÑA GEBOREN 1908 EXIL IN FRANKREICH DEPORTIERT 1941 MAUTHAUSEN ERMORDET 21.10.1941 GUSEN                     | Ezcurdia, 62 Gijón                               | Elías Cernuda Brañas (1908-1941)            |
|              | HIER LEBTE MANUEL CORTÉS GARCÍA GEBOREN 1925 EXIL IN FRANKREICH DEPORTIERT 1940 MAUTHAUSEN BEFREIT                                      | Avenida de la Constitución, 4 Gijón              | Manuel Cortés García (1925-)                |
|              | HIER LEBTE FRANCISCO CRISTÓBAL PÉREZ GEBOREN 1918 EXIL IN FRANKREICH DEPORTIERT 1944 NEUENGAMME WÖBBELIN BEFREIT                        | Camino del Cortijo con Lloreu Gijón              | Francisco Cristóbal Pérez (1918-)           |
|              | HIER LEBTE VICTOR CUETO ESPINA GEBOREN 1918 EXIL IN FRANKREICH DEPORTIERT 1940 MAUTHAUSEN EBENSEE BEFREIT                               | Avenida de la Constitución, 4 Gijón              | Víctor Cueto Espina (1918-)                 |
|              | HIER LEBTE JOSÉ MARIA CUETO RODRÍGUEZ GEBOREN 1909 EXIL IN FRANKREICH DEPORTIERT 1940 MAUTHAUSEN-GUSEN BEFREIT                          | Carr. de Villaviciosa, 2 Gijón                   | José María Cueto Rodríguez (1909-)          |
|              | HIER LEBTE JUAN DÍEZ FERNÁNDEZ GEBOREN 1903 EXIL IN FRANKREICH DEPORTIERT 1940 MAUTHAUSEN ERMORDET 21.12.1941 GUSEN                     | Santa Elena, 1 Gijón                             | Juan Díez Fernández (1903-1941)             |
|              | HIER LEBTE OLVIDO FANJUL CAMÍN GEBOREN 1910 EXIL IN DER SOWJETUNION DEPORTIERT 1943 RAVENSBRÜCK BEFREIT                                 | C/ Rufino García Sotura Gijón                    | Olvido Fanjul Camín (1910–2001)             |
|              | HIER WURDE GEBOREN BENIGNO FERNÁNDEZ ALONSO GEBOREN 1911 EXIL IN FRANKREICH DEPORTIERT 1940 MAUTHAUSEN ERMORDET 20.9.1941 GUSEN         | Capua, 18 Gijón                                  | Benigno Fernández Alonso (1911–1941)        |
|              | HIER LEBTE JAIME FERNÁNDEZ ÁLVAREZ GEBOREN 1912 EXIL IN FRANKREICH DEPORTIERT 1940 MAUTHAUSEN-GUSEN ERMORDET 24.9.1941 SCHLOSS HARTHEIM | Hermanos Felgueroso, 8/10 Gijón                  | Jaime Fernández Álvarez (1912–1941)         |
|              | HIER LEBTE MANUEL FERNÁNDEZ MEDIO GEBOREN 1911 EXIL IN FRANKREICH DEPORTIERT 1941 MAUTHAUSEN-GUSEN ERMORDET 27.9.1941 SCHLOSS HARTHEIM  | Hermanos Felgueroso, 8/10 Gijón                  | Manuel Fernández Medio (1911–1941)          |
|              | HIER WURDE GEBOREN ÁNGEL GARCÍA GONZÁLEZ GEBOREN 1918 EXIL IN FRANKREICH DEPORTIERT 1941 MAUTHAUSEN ERMORDET 20.3.1943                  | Camino de Rubín, 1 Gijón                         | Ángel García González (1918–1943)           |
|              | HIER WURDE GEBOREN JOSÉ GARCÍA MARTÍNEZ GEBOREN 1913 EXIL IN FRANKREICH DEPORTIERT 1941 MAUTHAUSEN ERMORDET 26.12.1941 GUSEN            | Camino del Cortijo con Lloreu Gijón              | José García Martínez (1913–1941)            |
|              | HIER LEBTE RAFAEL GONZÁLEZ COSTALES GEBOREN 1917 EXILIADO FRANCIA DEPORTIERT 1944 NEUENGAMME BEFREIT                                    | Calle Cabrales, 102 Gijón                        | Rafael González Costales (1917–1996)        |
|              | HIER WURDE GEBOREN ALFONSO LLOVIO BONERA GEBOREN 1906 EXIL IN FRANKREICH DEPORTIERT 1940 MAUTHAUSEN ERMORDET 7.11.1941                  | Capua, 1 Gijón                                   | Alfonso Llovio Bonera (1906–1941)           |
|              | HIER WURDE GEBOREN RICARDO MEANA ÁLVAREZ GEBOREN 1909 EXIL IN FRANKREICH DEPORTIERT 1941 MAUTHAUSEN ERMORDET 20.1.1942 GUSEN            | Carr. Carbonera/Calle Pintor Manuel Medina Gijón | Ricardo Meana Álvarez (1909–1942)           |
|              | HIER LEBTE JOSÉ OTERO ÁLVAREZ GEBOREN 1919 EXIL IN FRANKREICH DEPORTIERT 1940 MAUTHAUSEN ERMORDET 17.3.1941 GUSEN                       | Avenue de La Argentina con Las Industrias Gijón  | José Otero Álvarez (1919–1941)              |
|              | HIER WURDE GEBOREN JOSÉ ANTONIO PÉREZ ÁLVAREZ GEBOREN 1910 EXIL IN FRANKREICH DEPORTIERT 1941 MAUTHAUSEN ERMORDET 26.2.1942 GUSEN       | Hnos. Felgueroso con Ramón y Cajal Gijón         | José Antonio Pérez Álvarez (1910-1942)      |
|              | HIER LEBTE EVARISTO REBOLLAR FERNÁNDEZ GEBOREN 1917 EXIL IN FRANKREICH DEPORTIERT 1944 NEUENGAMME WÖBBELIN BEFREIT                      | Calle Aserradores Gijón                          | Evaristo Rebollar Fernández (1917–1996)     |
|              | HIER LEBTE EVARISTO JOSÉ RENDUELES SALA GEBOREN 1911 EXIL IN FRANKREICH DEPORTIERT 1944 NEUENGAMME WÖBBELIN BEFREIT                     | Dindurra, 10 Gijón                               | Evaristo José Rendueles Sala (1911–)        |
|              | HIER LEBTE CEFERINO RODRÍGUEZ AGUADO GEBOREN 1917 EXIL IN FRANKREICH DEPORTIERT 1941 MAUTHAUSEN-GUSEN BEFREIT                           | Pizarro, 4 Gijón                                 | Ceferino Rodríguez Aguado (1917-)           |

### Oviedo
In Oviedo wurde ein Stolperstein verlegt.
| Stolperstein | Übersetzung | Verlegort                 | Name, Leben |
| ------------ | --- | ------------------------- | --- |
|              | AM NORDBAHNHOF ARBEITETE LUIS MONTERO ÁLVAREZ GEBOREN 1908 VERHAFTET 30.11.1942 DEPORTIERT 1943 MAUTHAUSEN BEFREIT | C/ Uría (vor dem Bahnhof) | Luis Montero Álvarez, Kampfname Sabugo, wurde am 30. April 1908 in Casorvida (Lena) geboren. Er war Republikaner und ein führender Kommunist. Nach der Niederlage im Bürgerkrieg ging er ins Exil nach Frankreich, arbeitete aber weiterhin für die Partei, nach dem Einmarsch der deutschen Truppen auch für die Résistance. Er wurde am 30. November 1942 von deutschen Truppen gefasst und am 29. März 1943 in das KZ Mauthausen deportiert. Dort fungierte er als Generalsekretär des klandestinen PCE bis zur Befreiung am 5. Mai 1945. Von 1948 bis 1950 war er der höchste Repräsentant des PCE in Asturien. Die Vierte Französische Republik bedankte sich für seine Dienste mit zwei bedeutende Auszeichnungen – der Médaille de la Résistance und dem Croix de guerre. Im März 1950 verschwand er in Frankreich spurlos. |

### San Martín del Rey Aurelio
In Blimea, einer Parroquia der Gemeinde San Martín del Rey Aurelio, wurden vier Stolpersteine verlegt.
| Stolperstein | Übersetzung | Verlegeort                  | Name, Leben                             |
| ------------ | --- | --------------------------- | --------------------------------------- |
|              | HIER LEBTE AVELINO ABOLÍ ÁLVAREZ GEBOREN 1920 EXIL IN FRANKREICH DEPORTIERT 1941 MAUTHAUSEN ERMORDET 12.8.1941 GUSEN      | La Llave Blimea             | Avelino Abolí Álvarez (1920–1941)       |
|              | HIER LEBTE JOSÉ BAÑOS ESCANDÓN GEBOREN 1920 EXIL IN FRANKREICH DEPORTIERT 1944 SACHSENHAUSEN ERMORDET 1.2.1945 BUCHENWALD | La Casona de Bravial Blimea | José Baños Escandón (1920–1941)         |
|              | HIER LEBTE ALADINO CASTRO GARCÍA "ALAIN" GEBOREN 1923 EXIL IN FRANKREICH DEPORTIERT 1944 BUCHENWALD BEFREIT               | El campo Blimea             | Aladino Castro García (1923–)           |
|              | HIER LEBTE JOSÉ MARIA FOMBONA BERNARDO GEBOREN 1913 EXIL IN FRANKREICH DEPORTIERT 1944 DACHAU BEFREIT                     | El campo Blimea             | José María Fombona Bernardo (1913–2001) |

### Villaviciosa
In Villaviciosa wurden zwei Stolpersteine an zwei Adressen verlegt.
| Stolperstein | Übersetzung | Verlegort                     | Name, Leben                           |
| ------------ | --- | ----------------------------- | ------------------------------------- |
|              | IN VILLAVERDE WURDE GEBOREN BENITO RIVERO BUZNEGO GEBOREN 1902 EXIL IN FRANKREICH DEPORTIERT 1942 MITTELBAU-DORA ERMORDET 10.3.1945 | Lugar Sandin 31 Villaviciosa  | Benito Rivero Buznego (1902–1945)     |
|              | HIER WURDE GEBOREN ALFONSO SÁNCHEZ CADAVIECO GEBOREN 1909 EXIL IN FRANKREICH DEPORTIERT 1940 MAUTHAUSEN ERMORDET 4.10.1941 GUSEN    | Calle del Sol 40 Villaviciosa | Alfonso Sánchez Cadavieco (1909–1941) |

## Verlegedaten
- um den 2. Juli 2021: Oviedo
- 28. Mai 2022: Carreño[12]
- 6. Juni 2023: Villaviciosa
- 18. Juli 2023: Avilés[13]
- 19. November 2023: Cabrales
- 5. Dezember 2023: San Martín del Rey Aurelio[14]
- 25. Februar 2024: Colunga

Verlegungen in Gijón
- 2. August 2022: Calle Cabrales, 102; Camino de Rubín, 1
- 6. Februar 2023: Calle Rufino García Sotura, 1
- 7. Februar 2023: Calle Santa Elena, 1
- 8. Februar 2023: Plaza del Marqués, 3
- 9. Februar 2023: Carrer de Villaviciosa, 2; Tránsito Aserradores, 4
- 11. Februar 2023: Avenida de la Constitución, 4
- 6. April 2023: Carrer Carbonera con Pintor Manuel Medina
- 10. April 2023: Camino del Cortijo con Lloreu (3); Carrer Perú, 15
- 11. April 2023: Carrer Capua, 18
- 17. April 2023: Avenida de La Argentina con Las Industrias
- 18. April 2023: Eladio Verde, 17
- 19. April 2023: Camino del Lucero con Pachín de Melás
- 8. Mai 2023: Carrer Ezcurdia, 147; Carrer Pizarro, 4
- 10. Mai 2023: Marcelino González, 22; Hnos. Felgueroso con Ramón y Cajal
- 11. Mai 2023: Avenida de la Constitución, 14
- 12. Mai 2023: Capua, 1; Dindurra, 10; Hnos Felgueroso, 8; Manuel Llaneza, 12; Plaza Mayor, 1
- 15. Mai 2023: Ezcurdia, 62; Marqués de Casa Valdés, 119